# Andreja Žele
Andreja Žele, slovenska jezikoslovka in slavistka, * 7. avgust 1963, Postojna.

## Življenje in delo
Rojena je bila 7. avgusta 1963 v Postojni. Osnovno šolo je obiskovala v Pivki, gimnazijo pa v rojstnem kraju. 1982. leta je pričela s študijem slovenščine in ruščine s književnostjo na Filozofski fakulteti v Ljubljani. Poleg študija se je učila češkega jezika, ta jo je vodil na lektorat češkega jezika, ki ga je redno obiskovala, njena radovednost pa na udeležbo na več jezikovnih šol v tujini, ki se jih je udeleževala vsak mesec (Brno in Bratislava). 
Leta 1987 je diplomirala iz slovenskega jezika in književnosti. Po diplomi je več let poučevala na osnovni in srednji šoli v Ljubljani, 1992 pa se je kot mlada raziskovalka zaposlila na Inštitutu za slovenski jezik Frana Ramovša pri Slovenski akademiji znanosti in umetnosti. V letu 1993 je magistrirala s temo Besedotvorne in skladenjske lastnosti slovenskega glagolnika, sedem let pozneje pa doktorirala z raziskovanjem teme z naslovom Glagolska vezljivost v slovenščini. 
Do sedaj je izdala dve monografiji s področja skladnje. 2001 je izdala monografijo z naslovom Vezljivost slovenskega knjižnega jezika in leta 2003 Glagolska vezljivost: iz teorije v izraz. Pred desetimi leti je izdala Vezljivostni slovar slovenskih glagolov. Od leta 2004 je tehnična urednica Slavistične revije, istega leta je postala članica Mednarodne komisije za slovnično zgradbo slovanskih jezikov. 2005 je bila določena v prvo mednarodno skupino ekspertov za evalvacijo predlaganih raziskovalnih projektov, ki jo je organizirala Agencija za raziskovalno dejavnost Slovenije, in leto kasneje potrjena v skupino mednarodnih ekspertov za področje jezikoslovja. Od takrat je bila sedemkrat mentorica mladim raziskovalcem, ki jih je usposabljala za slovaropisno delo. 
Po devetnajstih letih polne zaposlitve na Inštitutu za slovenski jezik Frana Ramovša ZRC SAZU je septembra 2011 nastopila s polno zaposlitvijo na Oddelek za slovenistiko ljubljanske Filozofske fakultete, kjer predava morfologijo, besedotvorje in leksikologijo. Od 2009 do 2011 je delala kot gostujoča visokošolska predavateljica tudi na univerzah v Celovcu, Trstu in Skopju. Doslej so njene raziskave predstavljene v okoli 120-ih razpravah in približno 150-ih strokovnih prispevkih. Ves ta čas še vedno sodeluje z Inštitutom za slovenski jezik kot višja znanstvena sodelavka pri slovarskih projektih v Leksikološki sekciji Inštituta. Preizkusila se je večkrat tudi kot urednica pri različnih projektih in organizatorica mednarodnih konferenc. 
V svojih raziskovalnih dejavnostih v dvajsetih letih strokovnega dela se je soočala s problemi slovenske ter slovanske leksike in skladnje. Zanima jo predvsem problem glagolske vezljivosti, ukvarja se z morfološkimi in skladenjskimi vprašanji te besedne vrste. Na področju raziskovanja se je v grobem ukvarjala s tremi projekti, katerih glavne teme so bile slovenska terminologija v povezavi s spletnimi viri, slovenska leksika ter teoretični in praktični vidiki slovenske terminologije. Andreja Žele se je v svoji bogati strokovni karieri v svojih člankih dotaknila tudi tem, kot so: srbska skladnja, novi slovenski pravopis, protistava glagolskega načina v japonskem in slovenskem jeziku, slovenska folklorna proza, stanje preučevanja skladnje pri Slovakih, slovnica sodobnega češkega jezika. 
Od 2005 do 2011 je bila vodja Osrednjega specializiranega informacijskega centra (OSIC) za humanistiko. Je članica Mednarodne komisije za slovnično zgradbo slovanskih jezikov in Slavističnega društva Slovenije (SdS), od leta 2014 naprej tudi njegova predsednica. Leta 2015 je bila intervjuvanka v oddaji Izšlo je, na tretjem programu Radia Slovenije, kjer je predstavila avtorsko delo Slovar slovenskih členkov. Kasneje je o slovarju in o vplivu manipulativnih besed govorila tudi na Radiu Slovenija na Programu Ars. 

## Nagrade in priznanja
Andreja Žele je prejela naslednjo nagrado in priznanje:
- Priznanje za nadpovprečno pedagoško delo: posebno priznanje Študentskega sveta Filozofske fakultete (2017)
- Nagrada Ustanove patra Stanislava Škrabca (2018)
- izredna članica SAZU v razredu za filološke in literarne vede (2019).
- častna članica Slavističnega društva Slovenije (2024)
- redna članica SAZU (2025)

## Pomembnejša knjižna dela
- 2001. Vezljivost v slovenskem jeziku: (s poudarkom na glagolu), (Zbirka Linguistica et philologica). Ljubljana: Založba ZRC, ZRC SAZU, 2001. 303 str. [COBISS.SI-ID 112879104

- 2003. Glagolska vezljivost: iz teorije v slovar, (Zbirka Linguistica et philologica). Ljubljana: Založba ZRC, ZRC SAZU, 2003. [COBISS.SI-ID 124410368]

- 2008. Vezljivostni slovar slovenskih glagolov, (Zbirka Slovarji). Ljubljana: Založba ZRC, ZRC SAZU, 2008. [COBISS.SI-ID 239639552]

- 2012. Pomensko-skladenjske lastnosti slovenskega glagola. Ljubljana: Založba ZRC, ZRC SAZU, 2012. [COBISS.SI-ID: 261510144]

- 2014. Slovar slovenskih členkov, (Zbirka Slovarji). Ljubljana: Založba ZRC, 2014. [COBISS.SI-ID 275541504]

- 2019. Prostomorfemskost v slovenščini, Ljubljana: Založba ZRC, 2019. [COBISS.SI-ID - 300570624]

## Literarno delo
Kaku so živejli in si dejlali kratek cejt: kratke štorije s Pivškega [COBISS] je njeno literarno delo, ki je izšlo v zbirki Glasovi leta 1996. Namen zapisa teh zgodbic je bil ohraniti del slovstvene folklore s Pivškega. Deli besedil so zapisani tako, kot so jih tamkajšnji prebivalci izgovarjali.